# Egnacio Víctor Mariniano
Egnacio Víctor Mariniano (en latín: Egnatius Victor Marinianus; fl. siglo III) fue un senador y un oficial militar romano que fue nombrado cónsul sufecto en algún momento entre en torno al año 230.

## Biografía
Egnacio Mariniano era miembro  de la gens Egnacia, y posiblemente era hijo de Lucio Egnacio Víctor, consul suffectus antes de 207. En algún momento antes del año 230 fue Legatus Augusti pro praetore o gobernador provincial de la provincia de Arabia Pétrea. Posteriormente fue nombrado cónsul sufecto en torno al año 230. En algún momento posterior volvió a ocupar el cargo de Legatus Augusti pro praetore, en esta ocasión de Moesia Superior.
Hace algún tiempo, se pensaba que Egnacio Mariniano era el padre de Egnacia Mariniana, quien fue la esposa de Valeriano y la madre del también emperador Galieno, sin embargo, ahora se cree que era probablemente su hermano.